# 5,45 × 18 mm
El 5,45x18 mm es una bala soviética de calibre pequeño con penetración mejorada usado en la pistola PSM y en la pistola ametralladora OTs-23 Drotik.

## Historia
Fue desarrollada en la década de 1960 en el Instituto central de investigación en Ingeniería Mecánica de Precisión (TsNIITochmash) con la finalidad de crear un cartucho de calibre pequeño que se pudiera usar en una pistola que fuese fácil de ocultar en el campo de batalla para los altos mandos de la KGB. El grupo de ingenieros a cargo del desarrollo del nuevo cartucho estuvo conformado por Antonina D. Denisova, G. P. Shamin y L. S. Nokolaeva, todos ellos al mando de O.L. Bochin.
Denisova llevó a cabo un estudio para la elección del mejor calibre. Inicialmente se trabajó con el calibre 6,35 mm (.25 ACP), pero estas eran balas demasiado grandes, así que se optó por un calibre de 5,45 milímetros. Durante los estudios se elaboraron diferentes balas de plomo con acero con el núcleo ya que las balas de plomo eran muy pesadas y tenían malos resultados en la penetración. Los mejores resultados fueron obtenidos con balas de plomo cónicas con núcleo de acero.
La producción de cartuchos se desarrolló en una fábrica de Lyaskovets, después, en 1973, se comenzó a producir la pistola PSM.

## Diseño
El cartucho es un tubo de latón abotellado con una ranura circular, contiene 0.16 g de pólvora, soporta una presión máxima de 133 MPa lo que hace que la bala alcance una velocidad de hasta 325 m/s. Produce muy poco retroceso al ser disparada y la bala es capaz de perforar 45 capas de kevlar con muy poca desviación y ningún chaleco antibalas comercial puede detener esta bala. Las desventajas de este tipo de bala es su baja energía de impacto y el hecho de que la bala es muy pequeña e indeformable que no transmite toda su energía a un objetivo blando.

## Variantes
- 5,45×18mm 7N7 (7Н7): bala spitzer de plomo encamizado con núcleo cónico de acero que produce hasta un 50% más de energía de impacto que el cartucho .25 ACP, (cartucho de tamaño similar). Se dice que puede perforar hasta 45 capas de kevlar a corta distancia.[5][6]
- 5,45×18mm PSO (ПСО): bala de encamizada con núcleo de plomo.[7]
- 5,45×18mm 7H8 (холостой патрон 7Х8):  cartucho de salva.